# Історичний центр Кишинева
Історичний центр Кишинева — центральна частина столиці Молдови, у якій розташовані близько 1000 історичних будівель (прибуткових будинків, церков, пам'яток архітектури), зведених у другій половині XIX — першій половині XX століть.
Історичний центр розташований у межах районів Буюкань, Центр та Ришкани, по периметру вулиць Алексей Матеевіч — Константін Стере — Сфинтул Андрей — Іван Зайкін — Албішоара — Ізмаїл — Чуфля — бульвар Штефан чел Маре ші Сфинт — Лев Толстой, охоплює 619 гектарів.
Загалом до «Реєстру пам'яток національного та муніципального значення», затвердженого мерією Кишинева в 1995 році, включено 977 пам'яток, розташованих у центральній частині міста.

## Особливості

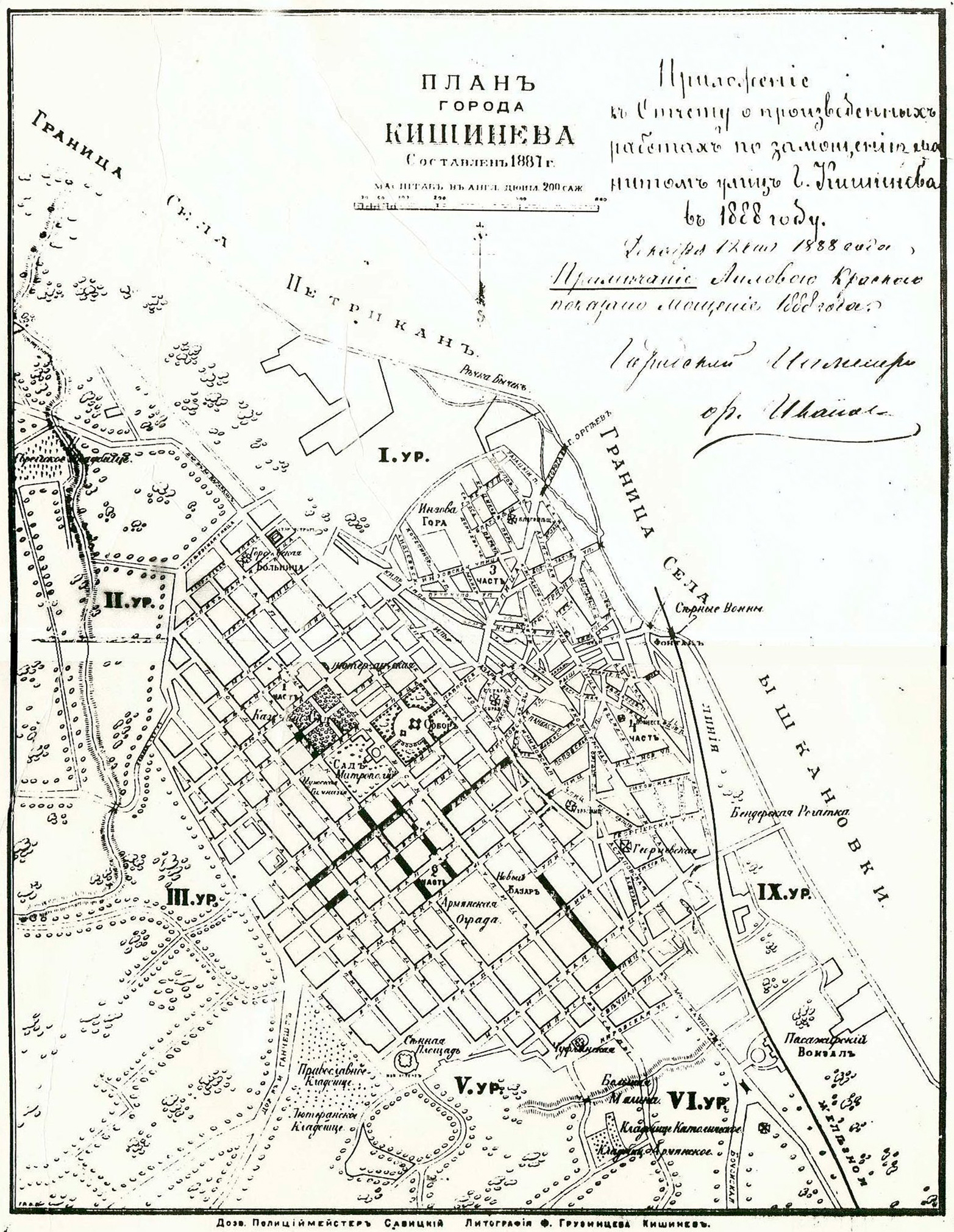
План забудови Кишинева 1887 року

«Верхня» частина історичного центру майже повністю зайнята 1-3-поверховими будівлями. Будівлі 3-5 поверхів, зведені переважно після Другої світової війни, зосереджені по головних міських магістралях — бульвари Штефан чел Маре ші Сфинт та Грігоре В'єру. Багатоповерхові будинки розташовані у житлових комплексах P1 та P12. Значна частина будівель мають рівень руйнації до 30 %. На початку XXI століття в історичному центрі активно розвивається будівництво багатоповерхових будинків різного призначення: житлові, ділові, комерційні.

## Галерея

### Історичні фотографії центру

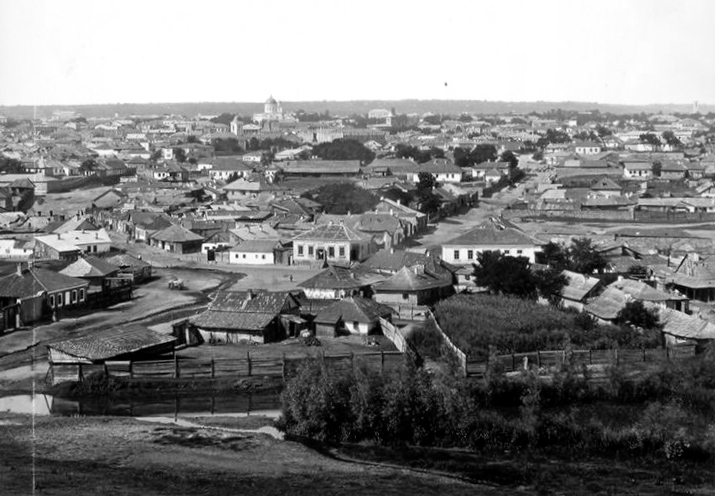
"Нижній" Кишинів, 1889
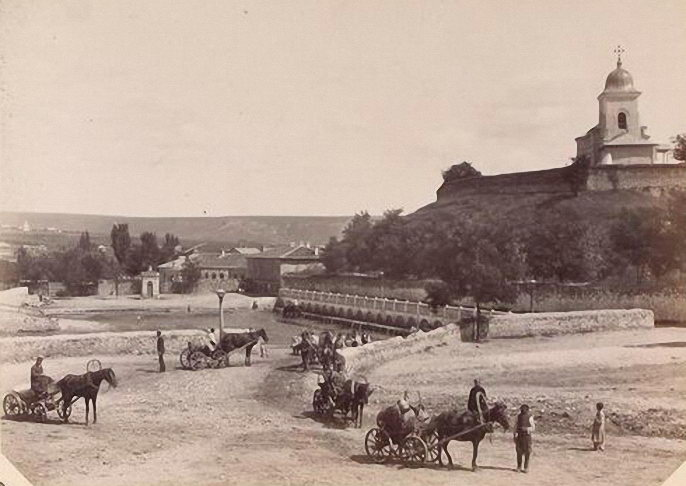
Пагорб Мезераке, 1889

### Сучасний стан споруд

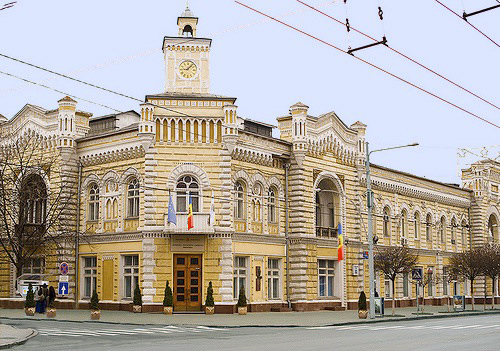
Ратуша Кишинева
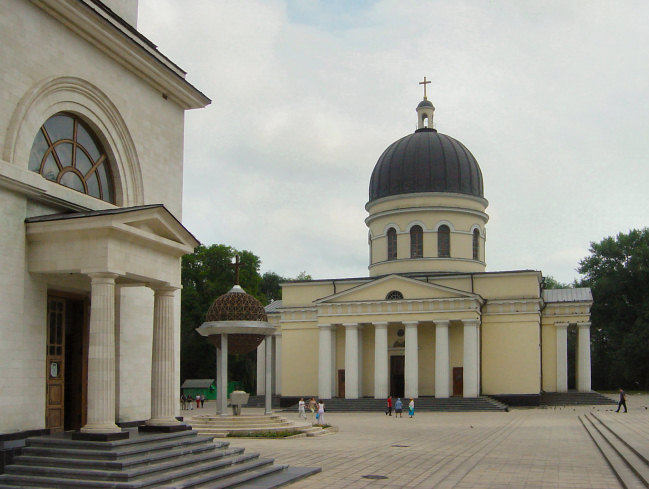
Собор Різдва Христового
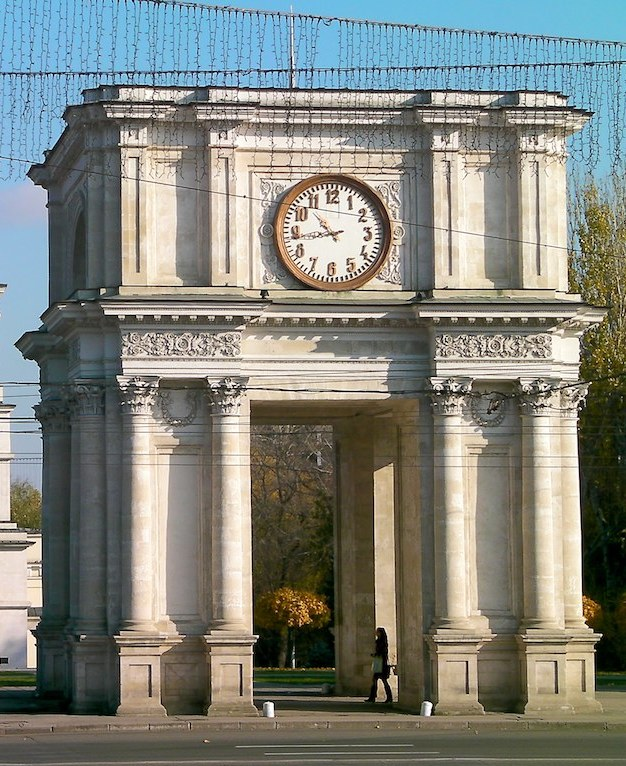
Тріумфальна арка
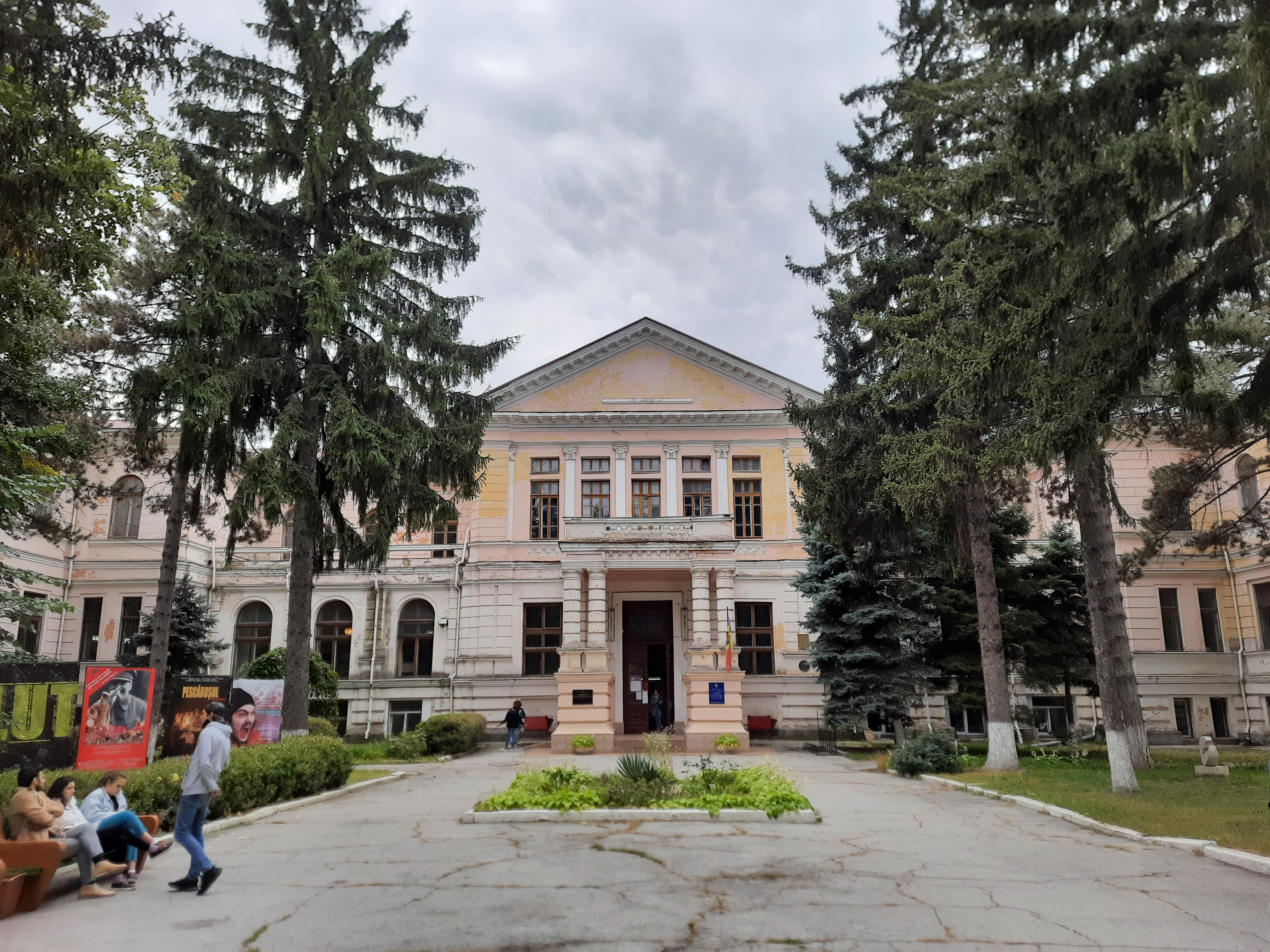
Палац Сфатул Церій
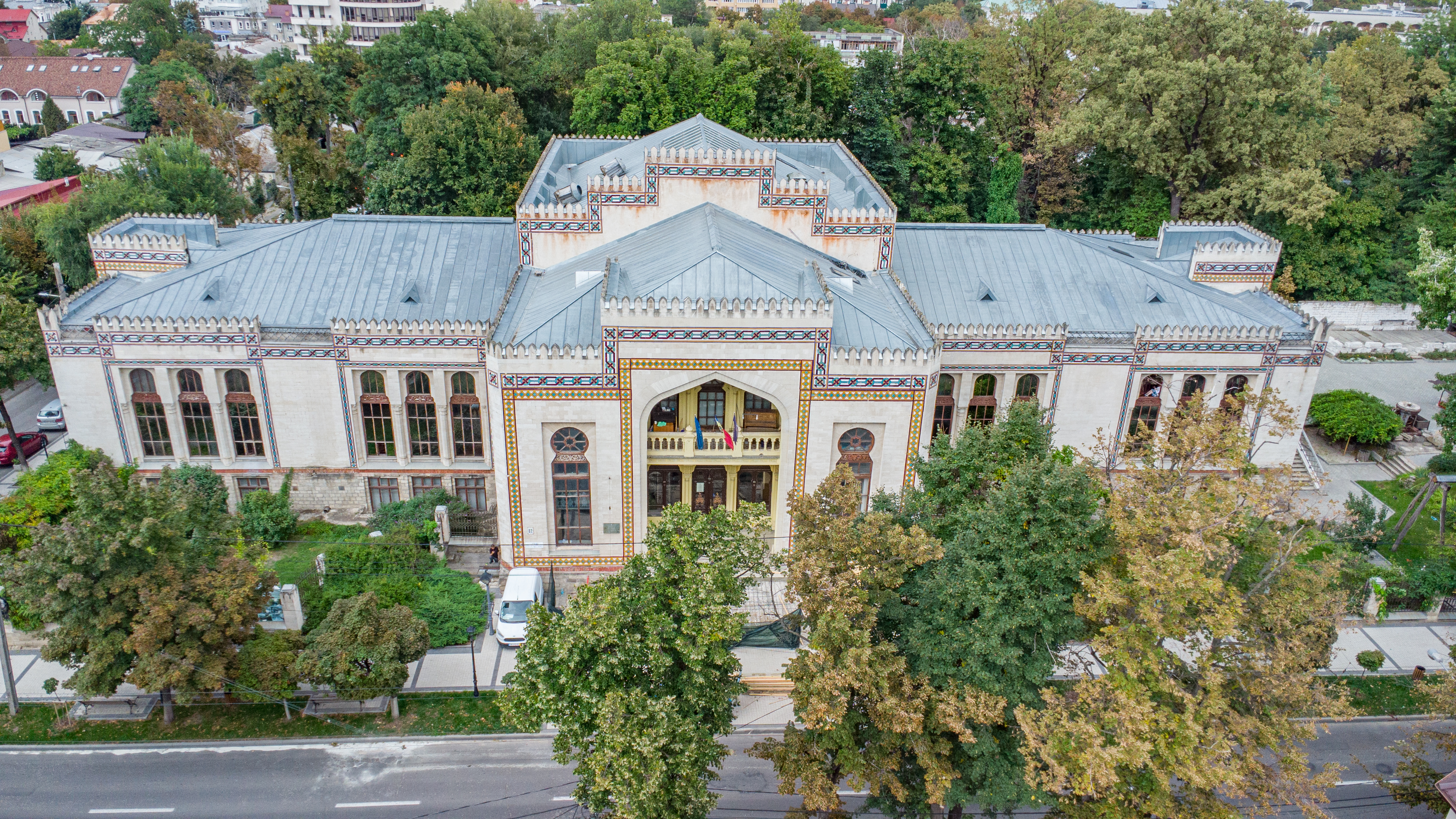
Національний музей історії Молдови
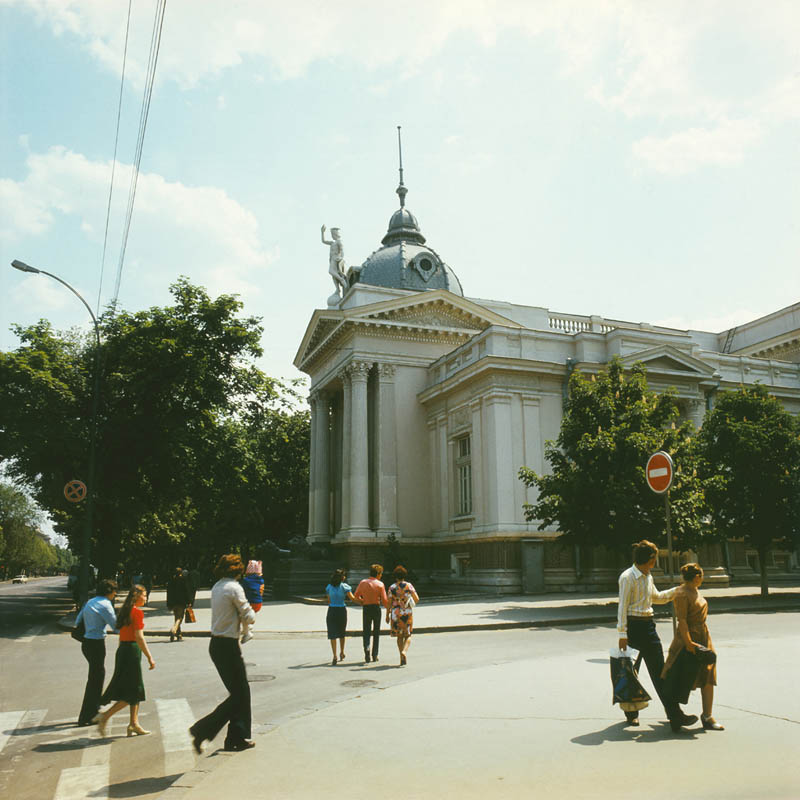
Органний зал. 1980-ті
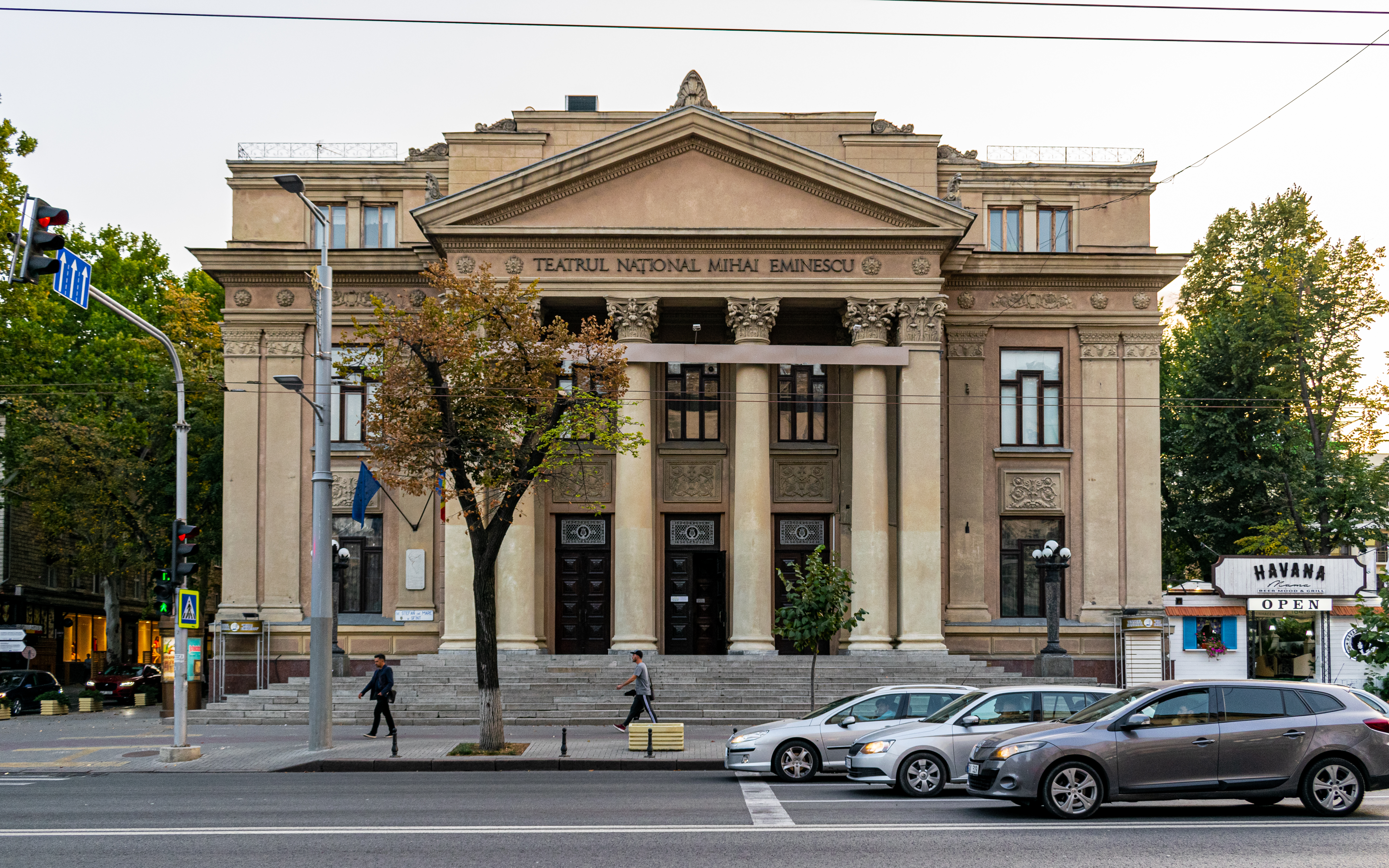
Національний театр імені Міхая Емінеску
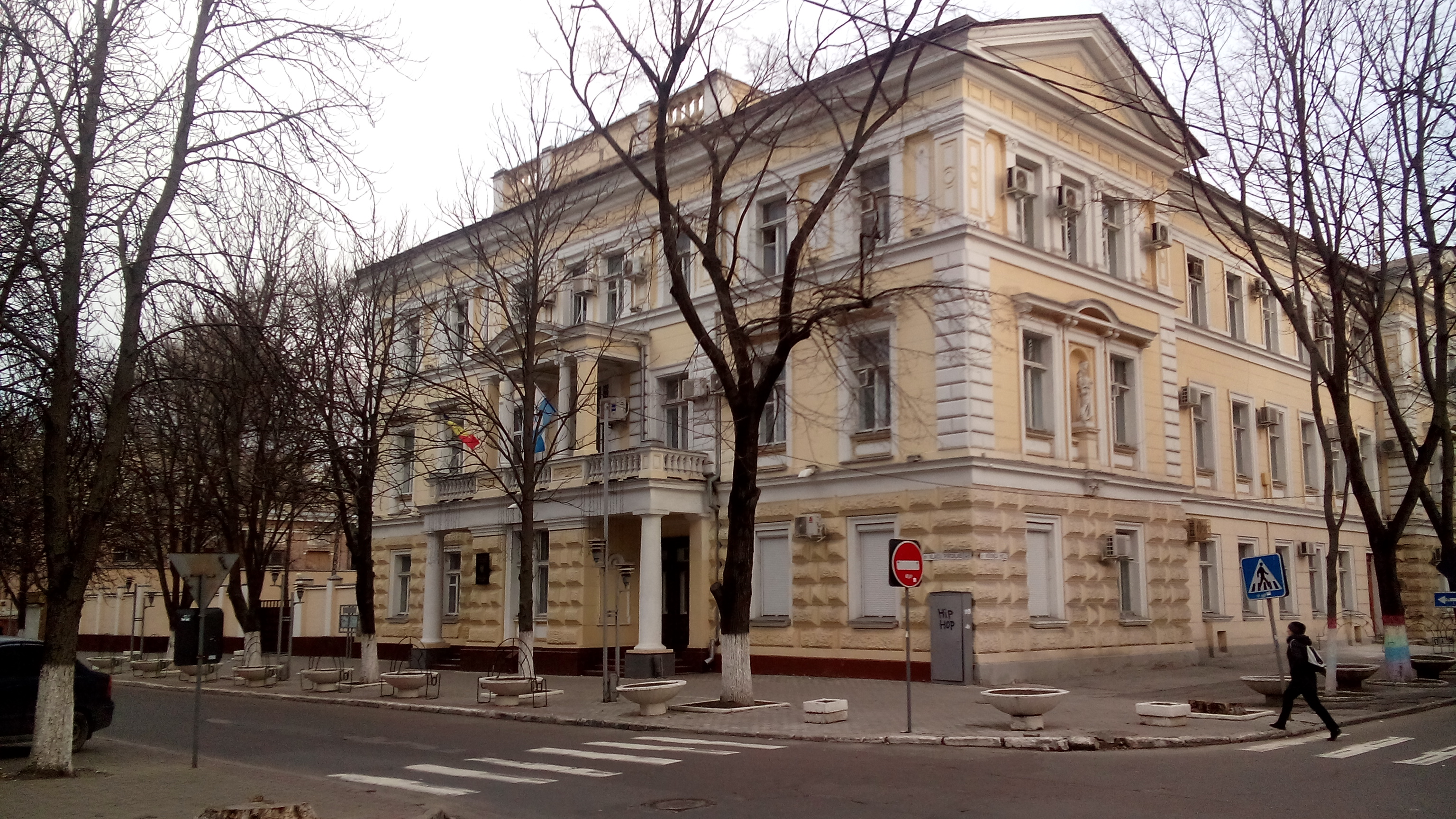
Колишня будівля земства
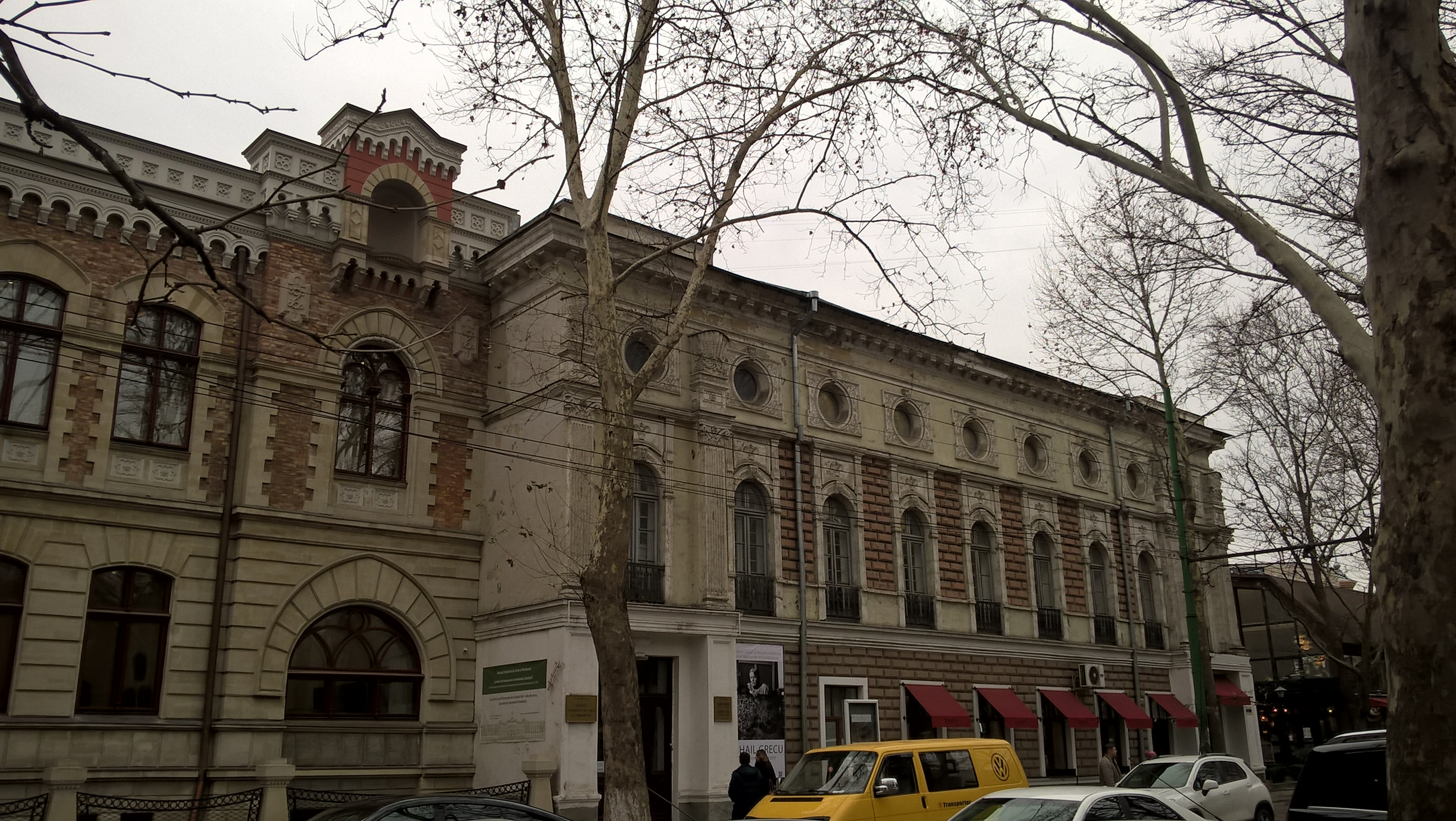
Будинок Жіночого ліцею Наталії Дадьяні
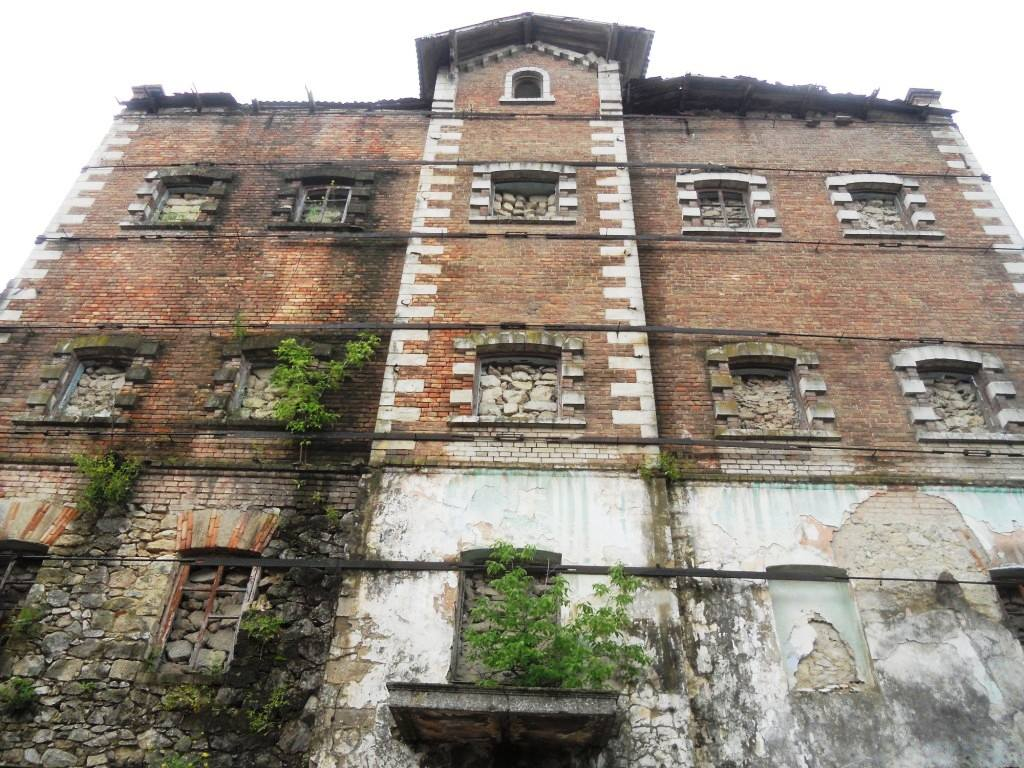
Червоний млин
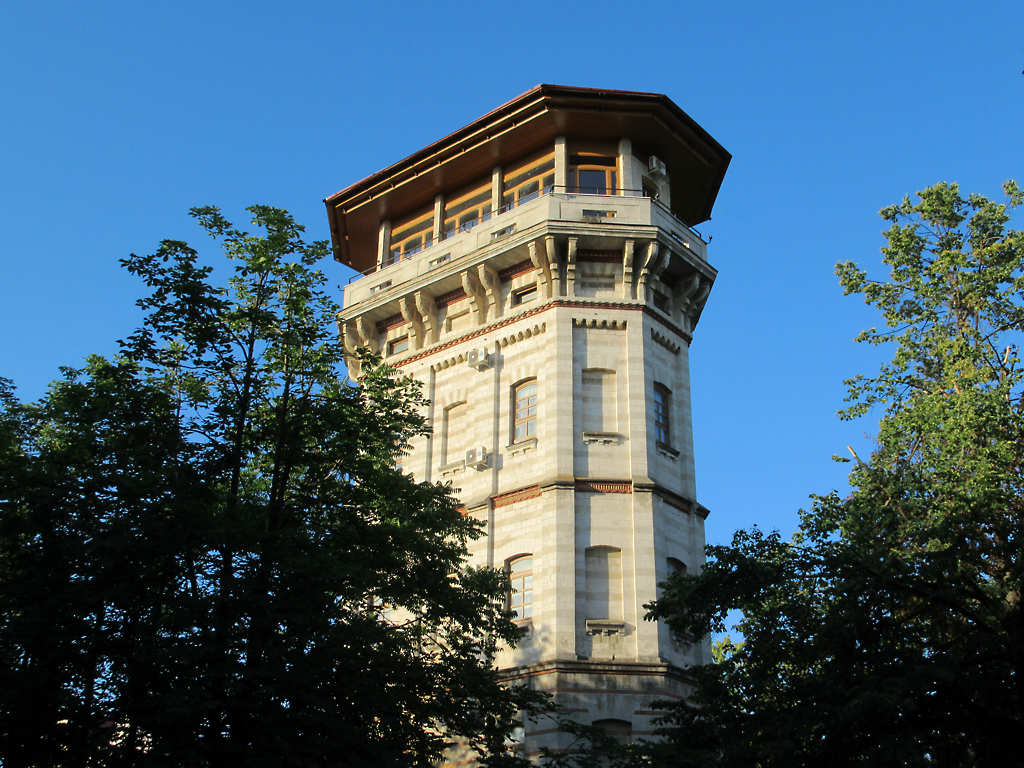
Водонапірна вежа
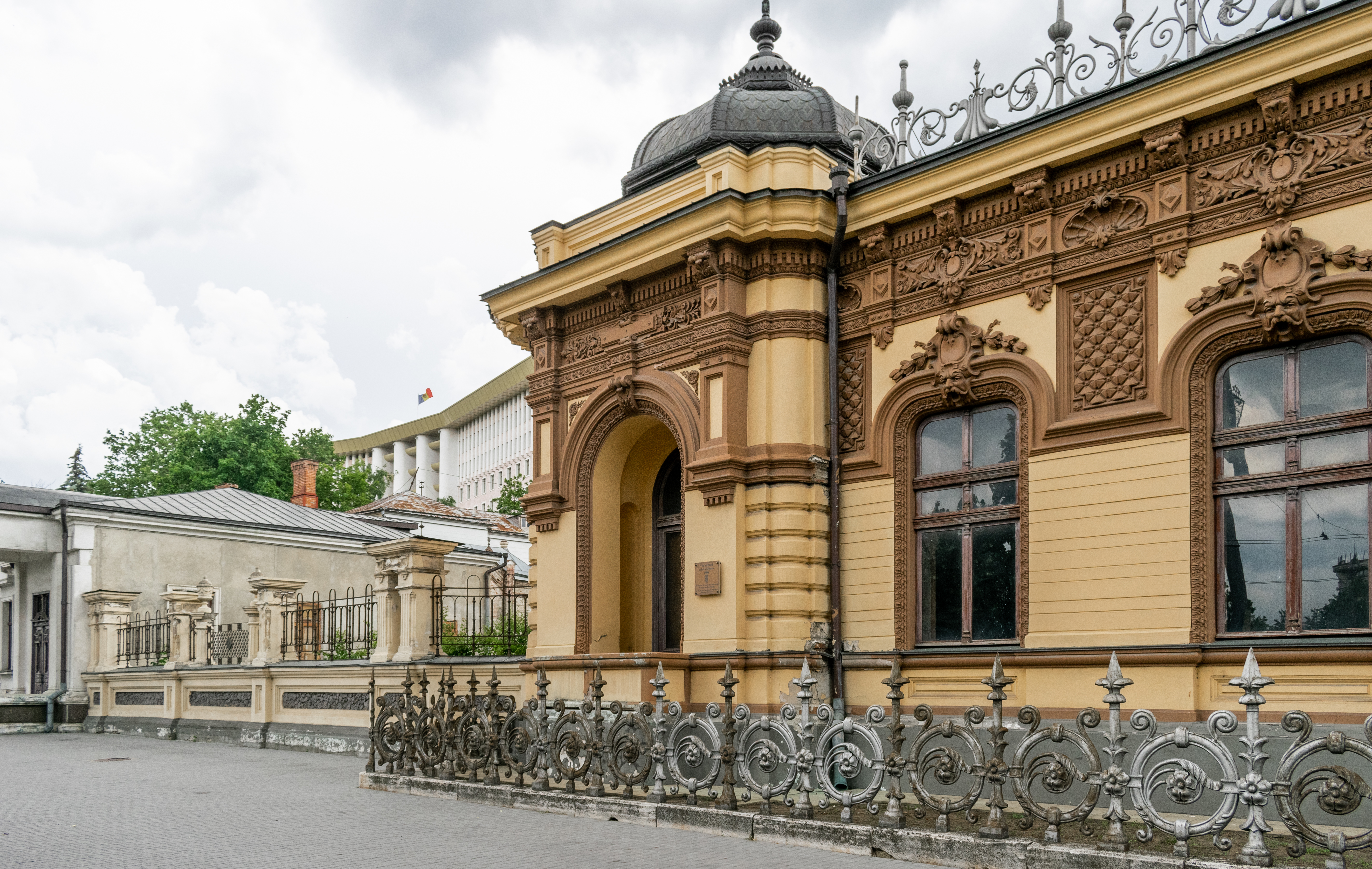
Національний музей образотворчого мистецтва Республіки Молдова
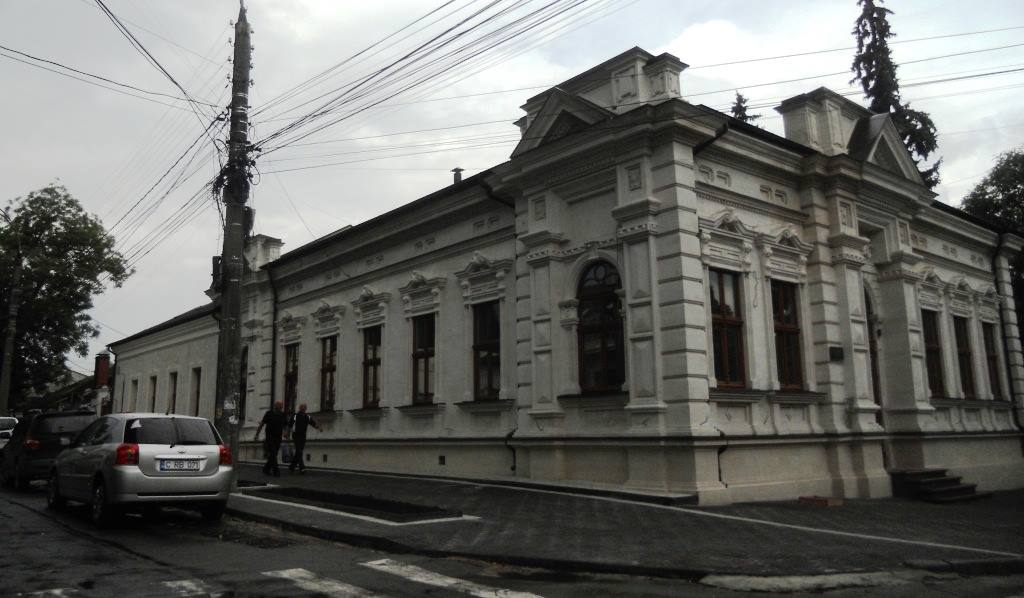
Вілла Тумаркіна
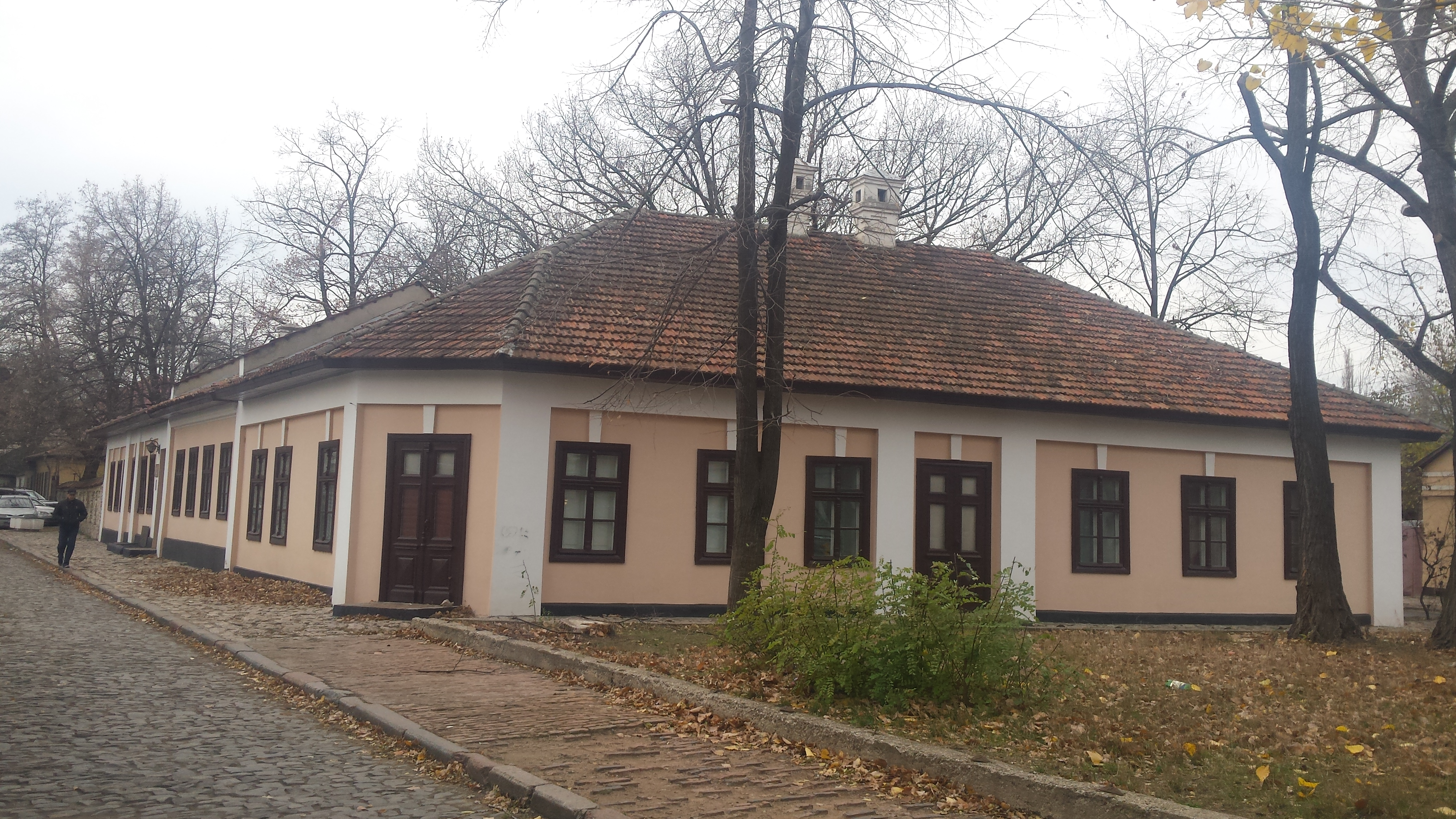
Будинок-музей Пушкіна
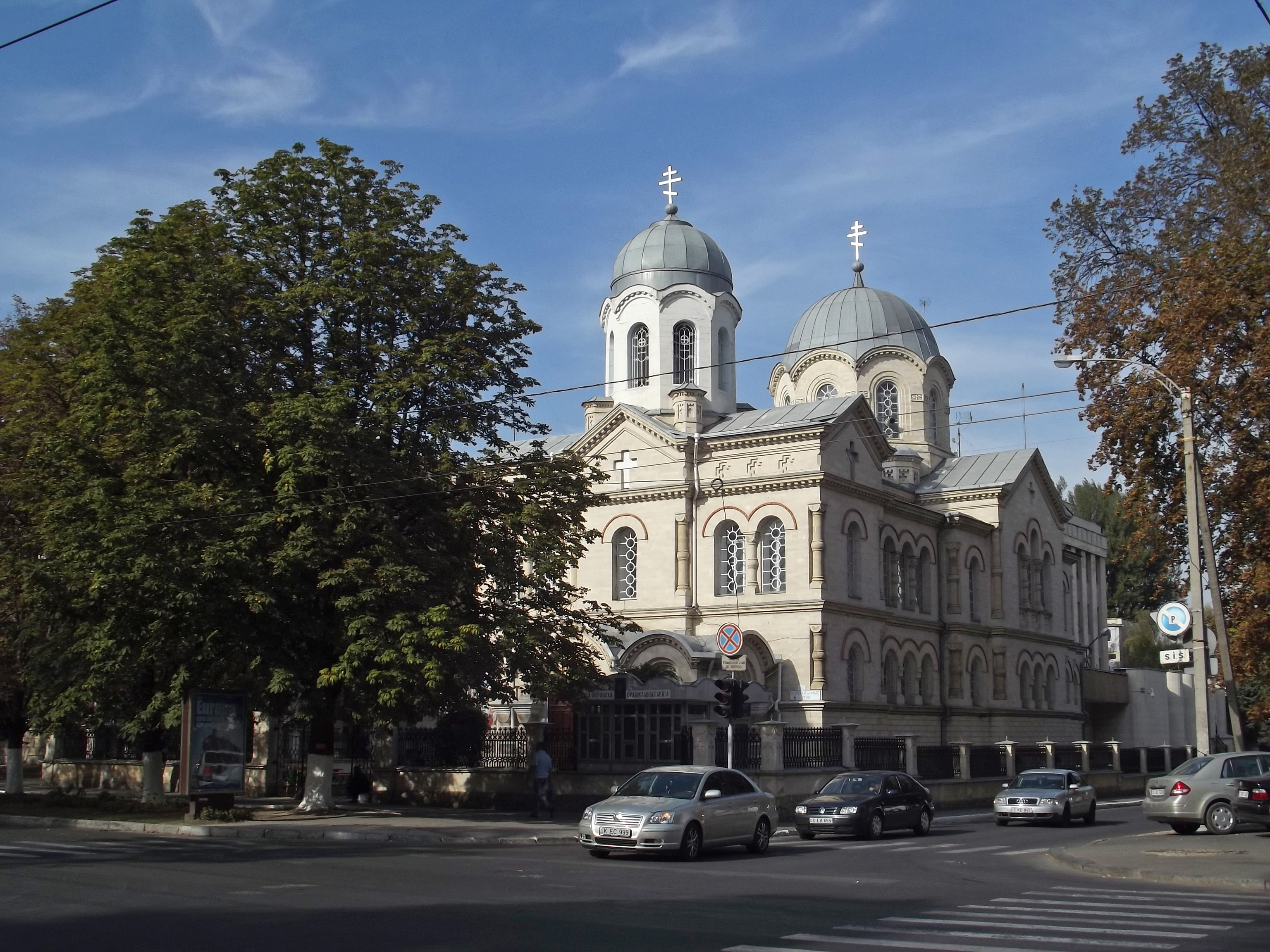
Храм Преображення Господнього
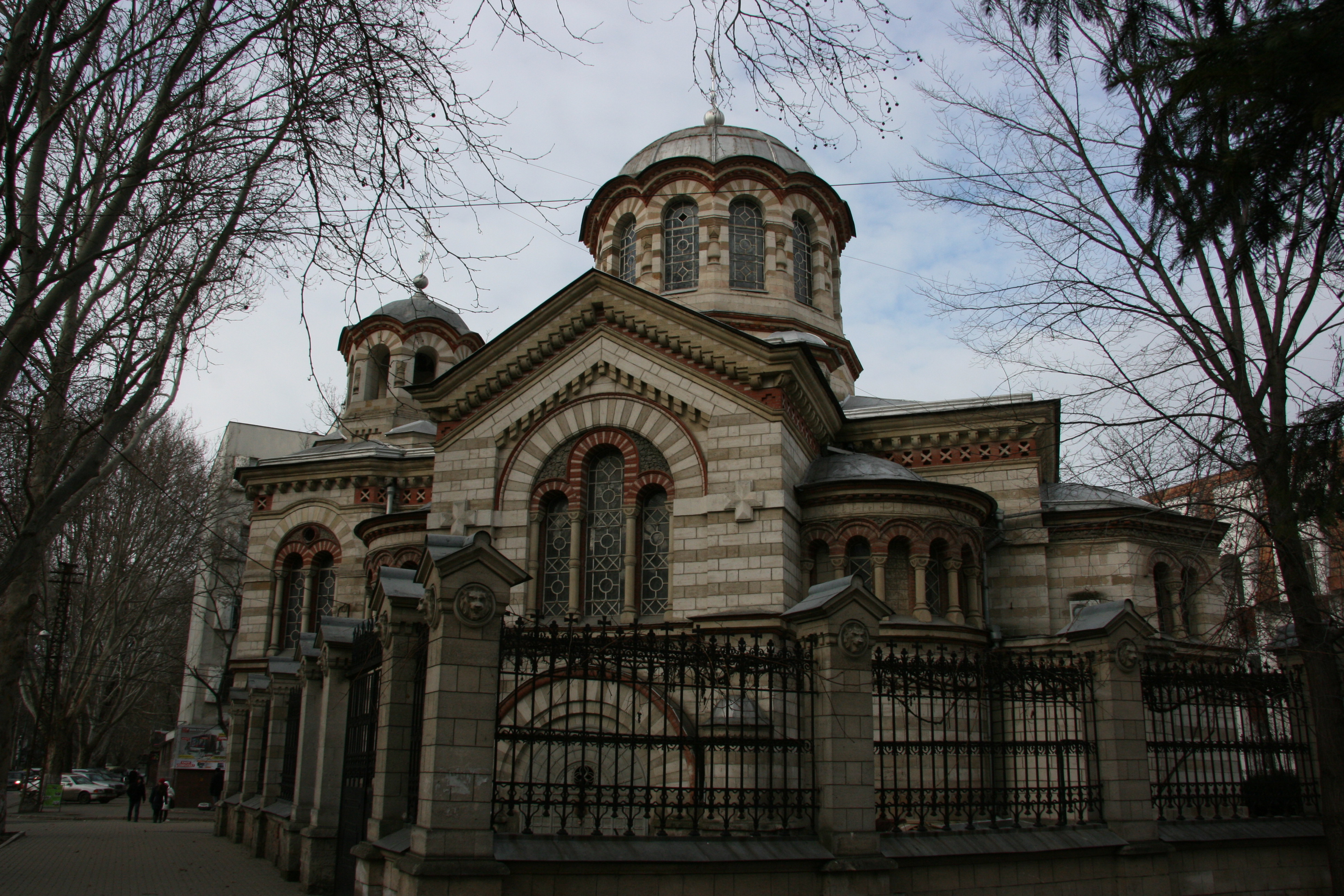
Сінадинівська церква
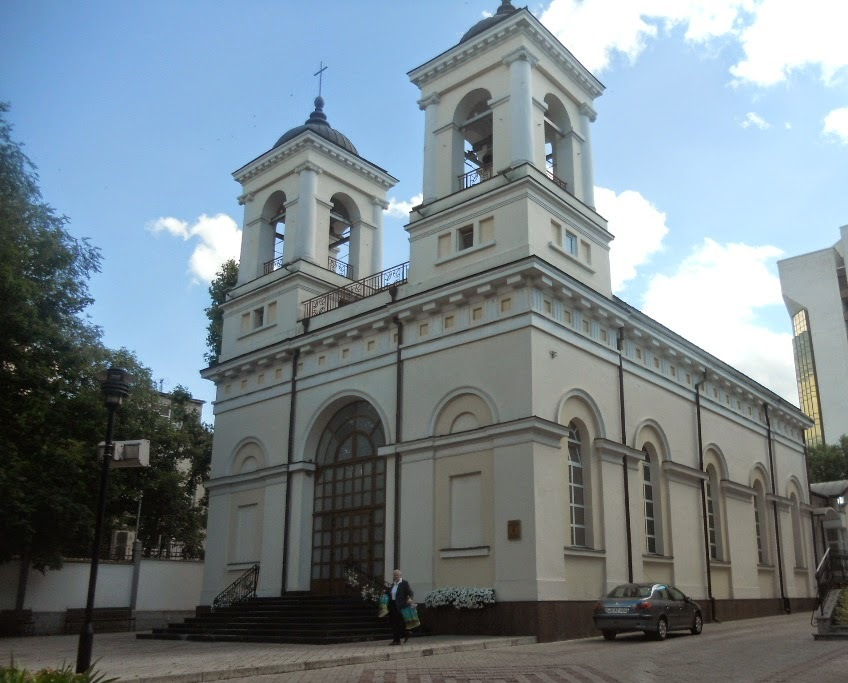
Римо-католицький собор
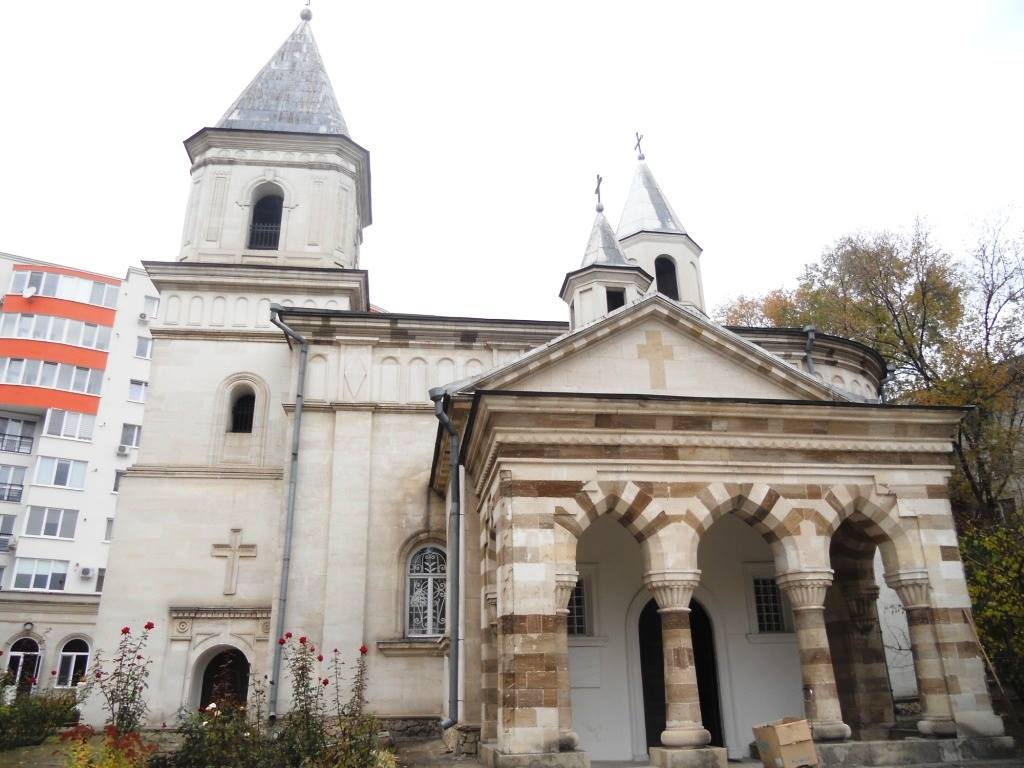
Вірменська церква
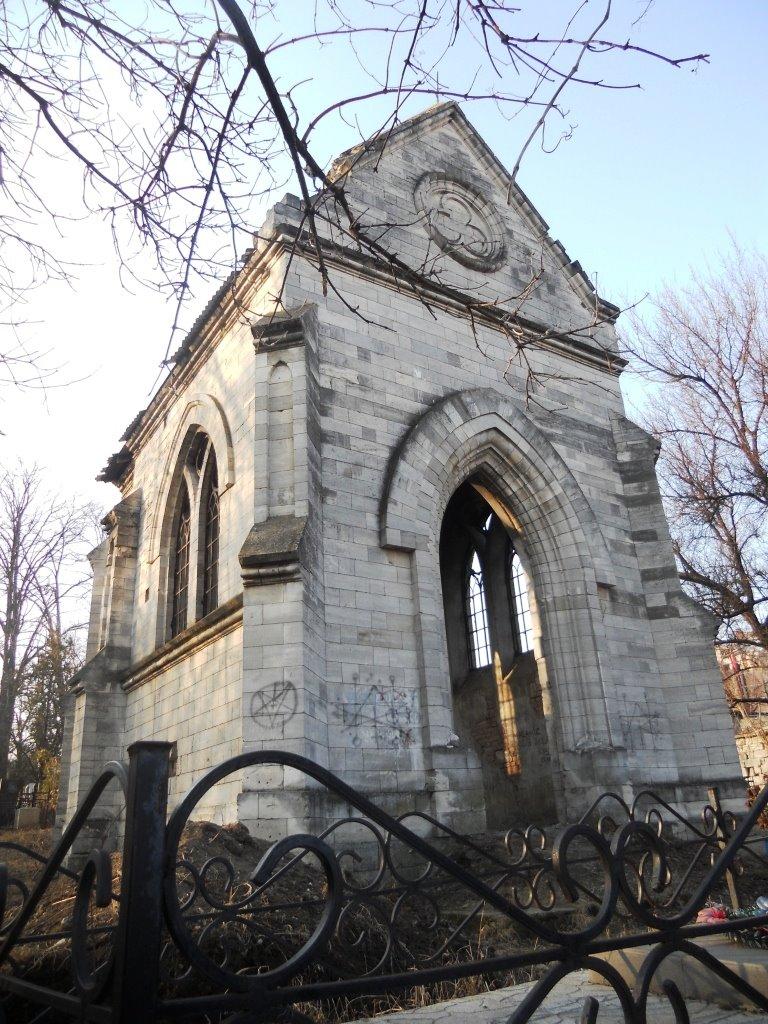
Каплиця Огановичів

### Споруди, що не збереглися

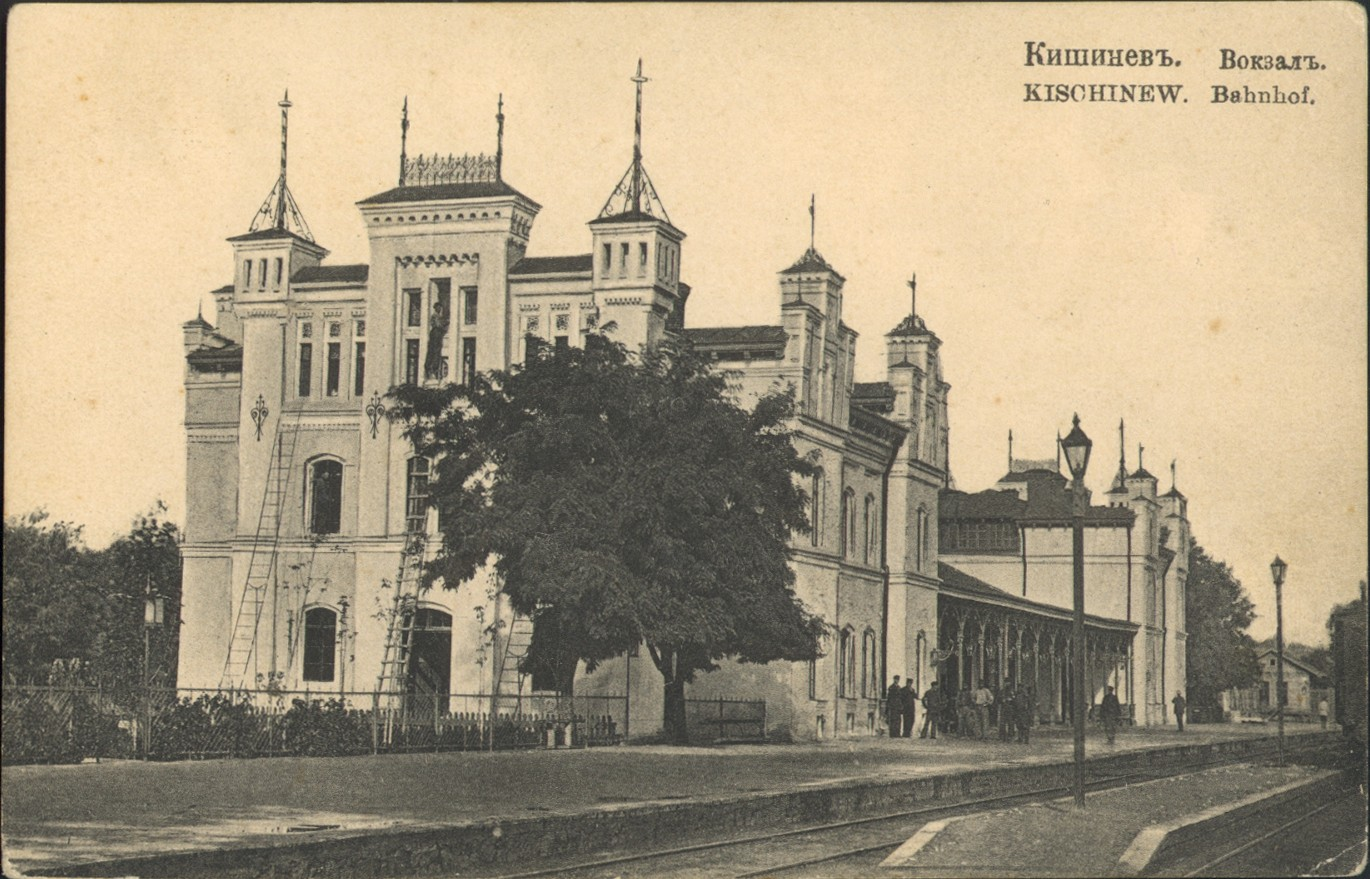
Вокзал
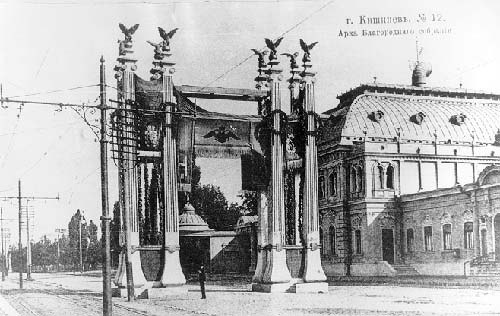
Будівля Дворянського зібрання
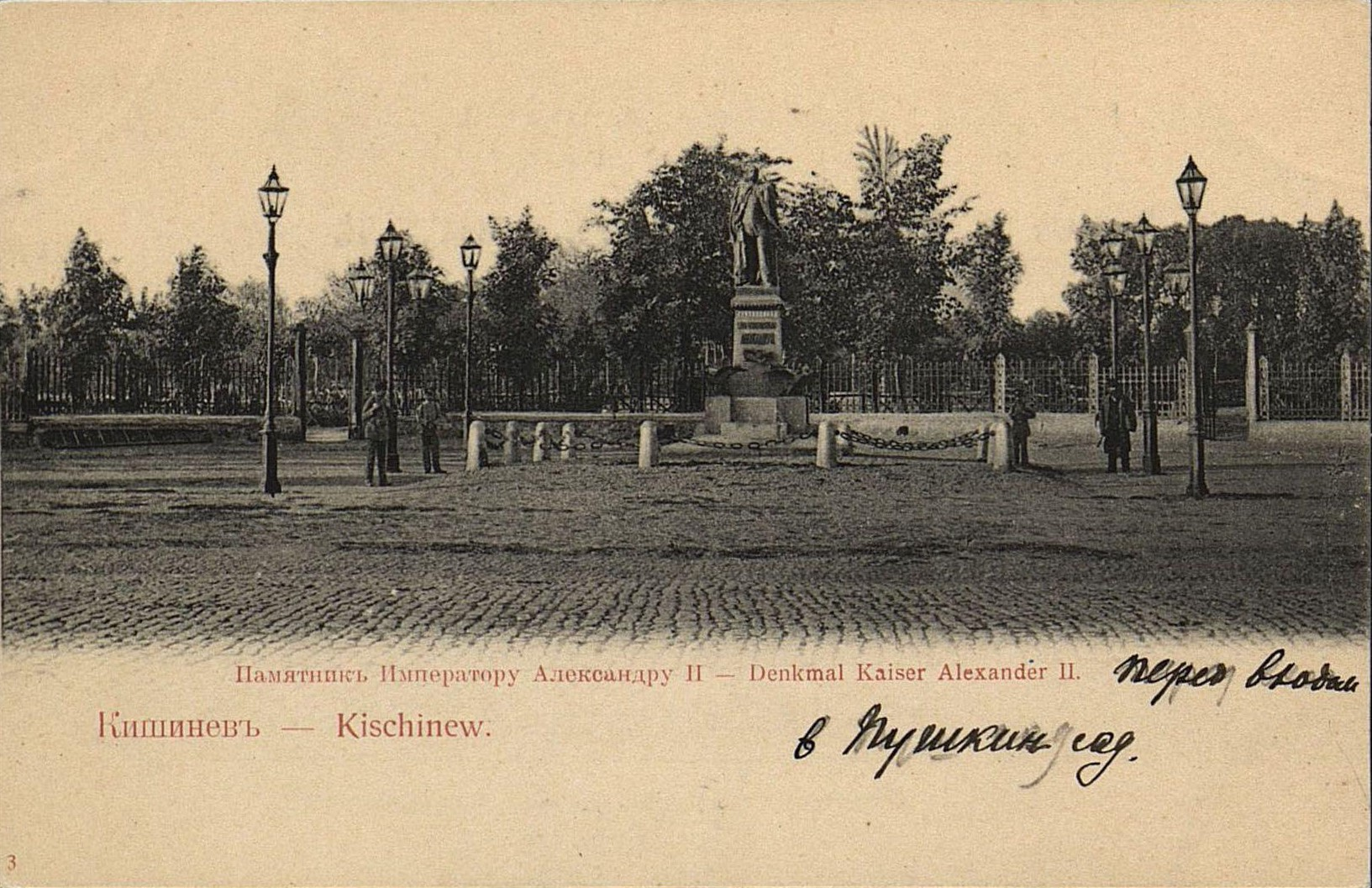
Пам'ятник Олександрові II
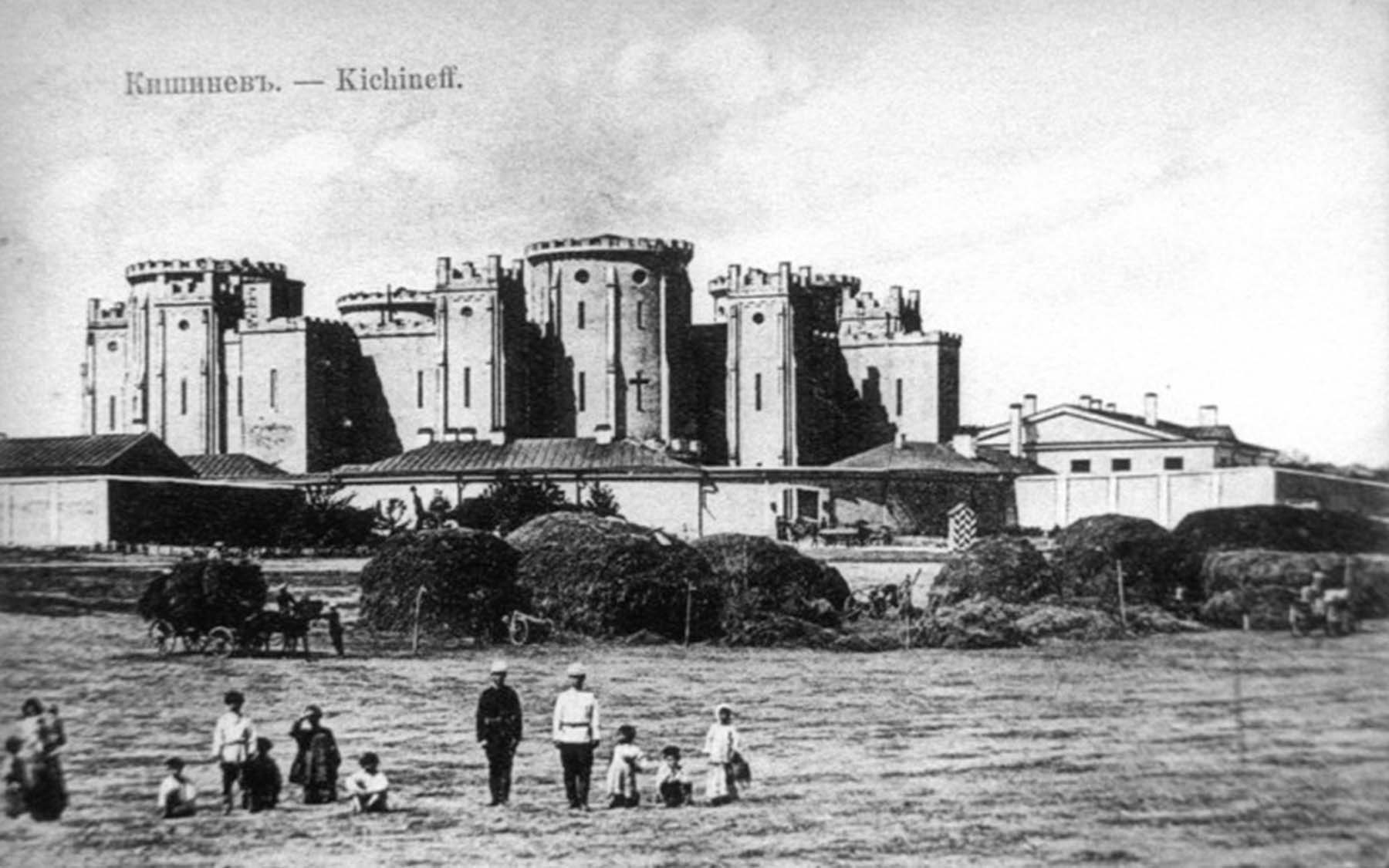
Тюремний замок
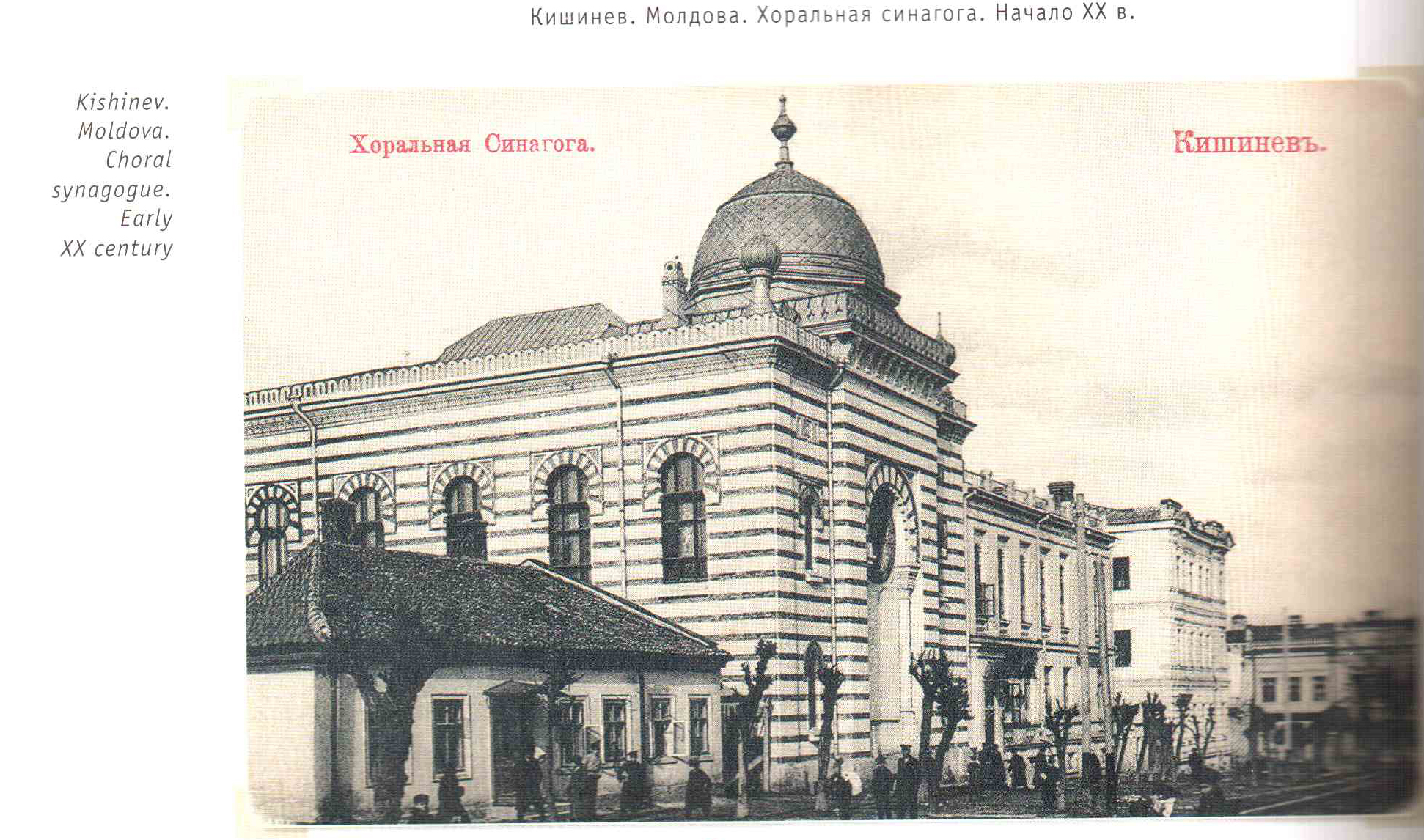
Кишинівська хоральна синагога
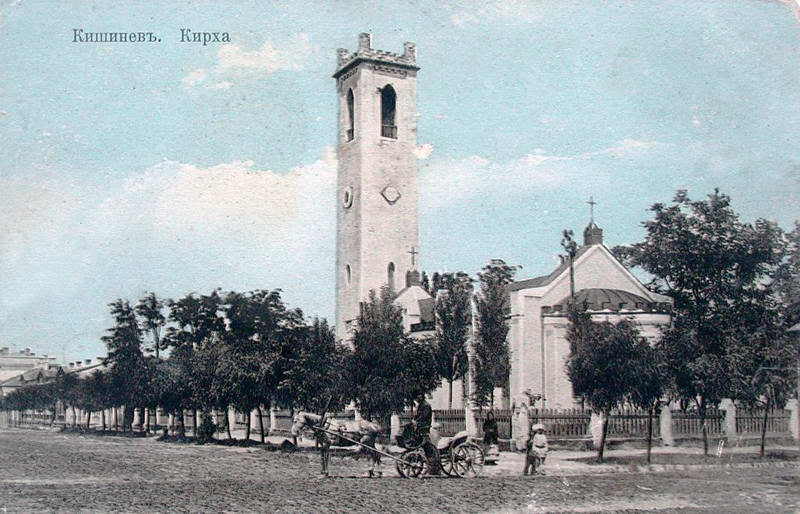
Лютеранська церква
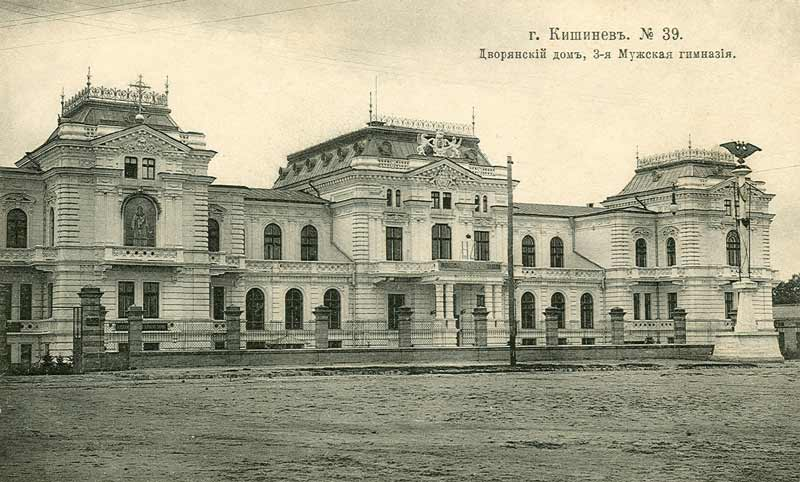
Колишня будівля палацу Сфатул Церій